# Dendrophthora obliqua
Dendrophthora obliqua là một loài thực vật có hoa trong họ Santalaceae. Loài này được (C.Presl) Wiens mô tả khoa học đầu tiên năm 1971.